# Chalet parisien
Le Chalet parisien est une structure d'habitation en bois dans le 19e arrondissement de Paris, revêtant l'apparence d'un chalet alpin. Il est situé au 103, rue de Meaux, à l'angle du passage de la Moselle, anciennement passage d'Orléans.

## Histoire
Le chalet a été construit dans la seconde moitié du XIXe siècle. Des documents conservés aux archives de Paris enregistrent sa trace dès 1881[réf. nécessaire]. Sur le sommier foncier de l'époque, est inscrite la signature d'un certain Monsieur Brain. La maison y est décrite sommairement, et cette description correspond à l'aspect actuel de la bâtisse.
Un second chalet était situé au 101, rue de Meaux : il a aujourd'hui disparu. Pour ce dernier, les plus anciennes traces archivistiques remontent à mai 1868[réf. nécessaire]. Si on suppose que les deux maisons furent érigées la même année, les deux chalets pourraient donc avoir été érigés en 1868 par des Compagnons du Tour de France[réf. nécessaire].

## Caractéristiques
Le chalet survivant fait environ une dizaine de mètres de haut, une superficie de 100 m2  habitables et 100 autres non habitables, et comporte des murs en bois, un balcon et une petite terrasse.

## Préservation
À la suite d'une campagne organisée par son locataire actuel, Samuel Cahu,, il est protégé depuis septembre 2009 par une modification du Plan local d'urbanisme décidée par le conseil de Paris,.